# Eddy Curry
Eddy Curry Jr. (Calumet City, 5 de dezembro de 1982), é um ex-basquetebolista norte-americano.

## Carreira

### Universidade
Curry foi um dos principais jogadores na categoria senior pela Thornwood High School em South Holland, Illinois. Ajudou o time a chegar aos playoffs da IHSA State em 2001 e conseguiu o título estadual na Class AA. Foi nomeado como “Mr. Basketball” ("Sr. Basquetebol") de Illinois e no McDonald’s All-American Game de 2001 foi o MVP (jogador mais valioso), convertendo 28 pontos. Curry não chegou a ter carreira universitária. Apesar de ter demonstrado interesse em jogar pela DePaul University, já fora inscrito no draft de 2001, não percorrendo o tradicional caminho dos atletas americanos de High School (ensino médio), Univertisty (universidade) e Professional (esporte profissional).

### Carreira Profissional
Foi selecionado como a quarta escolha do draft de 2001 pelo Chicago Bulls, logo após Pau Gasol. Em seu ano de estréia como profissional, jogou poucos minutos devido a idade na época (apenas 18 anos). Conseguiu médias de 6.7 pontos, 3.8 rebotes e o bom aproveitamento de 50.1% dos chutes de quadra, além de ter jogado 16 minutos em média nas 72 partidas em que esteve presente, sendo 31 como titular. Fez história na franquia ao liderar a porcetagem de acertos em chutes de quadra com 58.5% em seu segundo ano, colocando novamente o nome de um jogador do Chicago Bulls em uma das principais estatísticas da NBA desde Michael Jordan, que liderou o número de pontos por jogo em 1998. Suas médias aumentaram para 10.5 pontos, 4.4 rebotes e 19.4 minutos em quadra nas 81 partidas que disputou. Mas a expectativa sobre seu jogo ainda não havia sido confirmada pelas previsões de quando fora eleito no draft de dois anos antes.
Na temporada 2004-2005, ajudou os Bulls a chegarem aos playoffs sendo um dos s do time, com 16.1 pontos e 5.4 rebotes em 63 partidas, sendo 60 como titular e liderando a equipe em pontos. Mas, devido a problemas cardíacos, perdeu os últimos treze jogos da temporada regular e os playoffs. Ainda em 2005, se transferiu para o New York Knicks, onde conseguiu sua melhor temporada na estréia pelo time de Nova York com 19.5 pontos e 7 rebotes de média, apesar da fraca campanha coletiva do time. No dia 7 de abril de 2007 fez sua melhor partida na NBA, anotando 43 pontos na vitória sobre o Milwaukee Bucks e convertendo a cesta de três pontos que levou o jogo para a prorrogação. Mas Curry recebe constantes críticas sobre seu jogo de defesa, onde não consegue a regularidade que mantem no ataque. O técnico Scott Skiles, quando perguntado por um jornalista o que poderia fazer Curry melhorar seu rebote defensivo, respondeu: "Basta saltar".

## Problemas Cardíacos
Muitos especialistas afirmaram que Curry pode jogar basquete profissionalmente, até que Barry Maron, um mundialmente renomado especialista em hipertrofia miocárdica, sugeriu um teste de DNA . O então gerente geral dos Bulls, John Paxson, disse entender as necessidades do jogador, mas que eles não tinham um real motivo para afastá-lo das quadras. O que eles simplesmente não queriam era que acontece casos como dos jogadores Reggie Lewis, do Boston Celtics, e do universitário Hank Gathers, que tiveram colapsos de seus sistemas cardíacos e faleceram em decorrência do mesmo problema de Curry. Um dos maiores problemas de Curry, a manutenção de seu peso ideal, tem sido apontada como causa de seu problema cardíaco.

## Premiações Individuais

### NBA
- Líder em porcentagem de acertos de chutes de quadra na temporada 2002-2003.

### High School (Ensino Médio)
- Eleito para o time All-American do periódico USA Today.
- Jogador do Ano na High School pela revista Parade.
- Eleito como "Mr. Basketball" pelo estado de Illinois.
- MVP do jogo McDonald's All-American (equivalente ao All-Star Game da NBA) com 28 pontos e 4 tocos.
- Campeão estadual de Illinois pela Thornwood High School.
- Selecionado para a State Farm Holiday Classic all-tournament nos anos de 1998, 1999 e 2000.

## Estatísticas
| Ano       | Equipe          | PR  | PT  | MP   | %CP  | %C3   | %LL  | RP  | AP | RoP | TP  | PP   |
| --------- | --------------- | --- | --- | ---- | ---- | ----- | ---- | --- | -- | --- | --- | ---- |
| 2001-2002 | Chicago Bulls   | 72  | 31  | 16.0 | .501 | .000  | .656 | 3.8 | .3 | .2  | .7  | 6.7  |
| 2002-2003 | Chicago Bulls   | 81  | 48  | 19.4 | .585 | .000  | .624 | 4.4 | .5 | .2  | .8  | 10.5 |
| 2003-2004 | Chicago Bulls   | 73  | 63  | 29.5 | .496 | 1.000 | .671 | 6.2 | .9 | .3  | 1.1 | 14.7 |
| 2004-2005 | Chicago Bulls   | 63  | 60  | 28.7 | .538 | .000  | .720 | 5.4 | .6 | .3  | .9  | 16.1 |
| 2005-2006 | New York Knicks | 72  | 69  | 25.9 | .563 | .000  | .632 | 6.0 | .3 | .4  | .8  | 13.6 |
| 2006-2007 | New York Knicks | 81  | 81  | 35.2 | .576 | 1.000 | .615 | 7.0 | .8 | .4  | .5  | 19.5 |
| 2007-2008 | New York Knicks | 59  | 58  | 25.9 | .546 | .000  | .623 | 4.7 | .5 | .2  | .5  | 13.2 |
| Total     |                 | 501 | 410 | 25.8 | .546 | 1.000 | .643 | 5.4 | .6 | .3  | .7  | 13.5 |